# Fakolizyna
Fakolizyna (Azapentacen, ang. phacolysin, ATC: S01 XA20) – organiczny związek chemiczny, lek o działaniu przeciwzaćmowym stosowany miejscowo w okulistyce. Wykazuje duże powinowactwo do grupy -SH białek rozpuszczalnych soczewki oka.

## Działanie
Dzięki łączeniu się z grupami SH rozpuszczalnych białek soczewki oka chroni ją przed działaniem substancji typu chinonowego, powstających w wyniku nieprawidłowego metabolizmu aminokwasów aromatycznych. Ponadto związek aktywuje działanie enzymu proteolitycznego obecnego w cieczy wodnistej komory przedniej oka. Azapentacen zapobiega powstawaniu zaćmy i może spowolnić proces degeneracji soczewek.

## Wskazania
Zapobiegawczo i leczniczo w zaćmie starczej przede wszystkim w początkowej fazie rozwoju zaćmy korowej. Może być stosowana w innych postaciach zaćmy (pourazowa, wrodzona wtórna, wikłająca), jednak skuteczności leku w tych przypadkach jest mniejsza.

## Działania niepożądane
Lek jest z reguły dobrze tolerowany, jedynie wyjątkowo mogą pojawić się objawy umiarkowanego podrażnienia oka.

## Interakcje
Może być stosowana w połączeniu z innymi lekami okulistycznymi.

## Dawkowanie
Stosowany miejscowo 2 krople do worka spojówkowego 3–5 razy na dobę. Lek jest przeznaczony do stosowania zapobiegawczego przez wiele miesięcy. Jeśli pacjent stosuje więcej niż jeden lek do oczu, każdy z tych leków powinien podawać z zachowaniem co najmniej 10-15 minutowej przerwy.

## Preparaty
- Quinax - Alcon – krople do oczu 0,015% (15 ml)